# Longa
La longa en música es una figura musical histórica que podía poseer una duración de dos o tres veces la brevis o cuadrada, cuatro o seis veces la semibreve o redonda, que aparece en la música antigua.

## Representación gráfica
Se representa mediante un rectángulo vacío con una especie de plica o barra vertical que aparece en el lado derecho si está orientado hacia arriba, o bien en el lado izquierdo si está orientado hacia abajo.
En algunas fuentes más antiguas la longa aparece representada con la mitad de cuerpo que una duplex longa. Sin embargo, es más frecuente que no haya una clara diferencia en la forma y presentación de ambas figuras. En lugar de eso, la duplex longa solamente es sugerida mediante una distancia mayor entre las notas del tenor (en las partituras), que se debe al mayor número de notas en las voces agudas. Véase notación mensural para ver ejemplos.

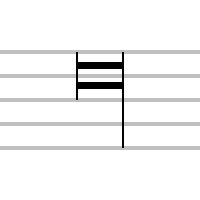
Una longa.
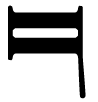
Una longa en grafía antigua.
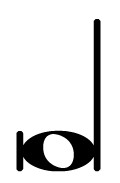
Una longa en grafía moderna.
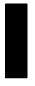
Un silencio de longa.
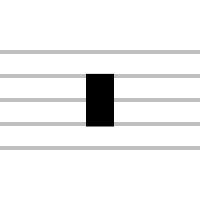
Un silencio de longa.

El silencio de longa se representa mediante un rectángulo relleno negro que se coloca en vertical entre la segunda línea y la cuarta del pentagrama.

## Evolución histórica y usos
En las partituras y manuscritos de la música medieval, escritos todavía sin las líneas divisorias, era una figura de uso frecuente. Entonces la longa era la nota más larga y era utilizada en el canto gregoriano.
Al igual que la duplex longa y la brevis, cayó en desuso con el tiempo. Su uso gráfico fue imposible cuando los estilos musicales comenzaron a cambiar sus esquemas melódico-rítmicos y se estandarizaron los compases en unidades más prácticas (como por ejemplo el 3
4 y el 4
4).
Actualmente no se usa en notación musical. Esto se debe a que esta duración no encaja en un ninguno de los compases de uso general. Si bien, el símbolo equivalente para el silencio a veces se utiliza para indicar silencios que abarcan múltiples compases.
Y finalmente, en la notación musical contemporánea en ocasiones ha vuelto a utilizarse mediante la aplicación de compases especiales que soportan su duración como: 8
2, 16
4, etc.